# قطعنامه ۱۰۴۳ شورای امنیت
قطعنامه ۱۰۴۳ شورای امنیت سازمان ملل متحد که در تاریخ ۳۱ ژانویه ۱۹۹۶ تصویب شد، سندی بین‌المللی دربارهٔ وضعیت در کرواسی است. این قطعنامه طی نشست ۳۶۲۶ام با ۱۵ رای موافق، ۰ مخالف و ۰ ممتنع تصویب شد.